# خوزه روبرتو گومز سانتانا
خوزه روبرتو گومز سانتانا (به پرتغالی: José Roberto Gomes Santana) هافبک اهل برزیل است که در شهر Pastos Bons و در تاریخ ۱۳ سپتامبر ۱۹۷۸ به دنیا آمده‌است.
خوزه روبرتو گومز سانتانا در تیم‌های فوتبال Tuna Luso Brasileira سابقهٔ حضور دارد.